# 朐忍县
朐忍县，中国古县名。
秦朝置，治所在今重庆市云阳县(磨盘寨)东，属巴郡。三国蜀汉时属巴东郡。西晋后作朐䏰县。